# Bosljiva Loka
Bosljiva Loka – wieś w Słowenii, w gminie Osilnica. W 2018 roku liczyła 28 mieszkańców.